# 網路圍棋
網路圍棋是指透過網路來進行圍棋比賽的方式，約在1990年代開始發展，一般是透過特定網路圍棋網站來進行。分为即时对弈和非即时对弈（英語：Turn-based Go）两种。
由於早期相較於其他棋類遊戲的電腦而言，電腦圍棋的棋力與人類相差太多，因此上網下棋成為最方便找到適當對手的途徑（尤其在非東亞下棋者較少的地區），因此能吸引大量的圍棋愛好者上網下棋。

## 進行方式
惡搞版：林跃然及其粉絲會用違規帳戶，進到直播間的觀戰席，惡意爆破直播間，然後再抹黑一位台灣人，那個台灣人的資料都被惡意公開。
正常版：各個圍棋網站雖然介面和功能有所不同，但進行方式大多大同小異，首先使用者必須註册一個帳號（有些網站要付費才能使用），並先大致設定自己的棋力，接者可先設定一定的對局條件（包括計時長短、計時方式、彼此讓子的數目）找尋在站上的人邀請下棋，經過一定數目的對局以後，由系統給予確認的棋力，使得玩家在找尋對手時可以了解對方的棋力，在對弈時能有適合於彼此棋力的設定（例如彼此應該讓先、讓子或分先），玩家如果持續有較好的戰績，系統也會計算積分後予以昇級。一般網站也會提供彼此對話的功能供玩家交流，也可以觀賞其他玩家的棋局，部分網站則會提供圍棋教學的功能，以及定期舉辦網路網棋比賽。

## 網路圍棋網站（服务器）

### 即时对弈網站
早期全世界最著名的圍棋即时对弈網站是IGS（Pandanet）和KGS，有來自世界各地的棋手在上面下棋，並且因曾不時會有職業棋士上站而受到注目，過去巔峰時期一般任何时刻同时有超过一千五百人在KGS上。Pandanet現今仍是日本最大的國際性圍棋網站，保有一定活躍人數，至於KGS的多語言友善市場定位，逐漸被同是多語言友善且更加介面友善、多社群互動及學習、可下慢棋的OGS慢慢取代。現在一些中國及韓國圍棋網站更為活躍，如第一大的中國野狐跟第二大的韓國Tygem。
IGS为日本PANDA-GO公司所有，PANDA-GO公司同时出品用于IGS的对弈客户端glGo。IGS同时也支持第三方的客户端，例如Sente开发的Goban（仅运行于Mac OS X平台）。IGS 改名為 Pandanet 後現今有同時支援 Windows、Mac 及 Linux 的客戶端 GoPanda2，也推出支援 Android 跟 iOS 的客戶端。日本手機平台的GoQuest也有大量活躍人數使用，支援9路跟13路圍棋。
在台灣傳奇網路圍棋（LGS） （页面存档备份，存于） 曾是人數最多的圍棋網站，但在採收費制收費後台灣棋院圍棋網的人氣已逐漸追上，此外宏碁戲谷中的圍棋也有一定人數的使用者。另外还有PGS、台灣圍棋網 （页面存档备份，存于） 等。
在中国大陆著名且較多人參與的圍棋網站有 TOM棋圣道场 （页面存档备份，存于） 旗下的 TOM对弈、野狐围棋 （页面存档备份，存于）、新浪網路围棋、弈城围棋网 （页面存档备份，存于） 等。联众游戏 （页面存档备份，存于） 和 QQ游戏 （页面存档备份，存于） 也包括围棋。
在韩国较流行的围棋网站有 Tygem、CyberOro （页面存档备份，存于）、Baduk World （页面存档备份，存于） 和 Dashn 等。
第二人生支持用户编程，围棋中心的地址是 Vineland 58,93 （页面存档备份，存于）。在中心里有一个巨大的日式棋墩，棋墩内部仿造日本棋院的幽玄对局室。另外还有一个亭子，里面设有三块棋墩，用户可以对弈，但没有时间限制，只是由围棋中心管理员估计段位，没有严格的等级分制度。每逢星期四聚会，时间（美国太平洋时间，也就是第二人生时间）是凌晨3点、中午12点、下午5点、7点和晚8点。

### 非即时对弈網站
由于非即时对弈的特点，循环赛比淘汰赛更节约时间。除特别说明，下面的服务器均为英文界面。
- Dragon Go Server （页面存档备份，存于）（DGS）：历史最悠久，注册人数最多的非即时围棋網站。
- Online Go Server （页面存档备份，存于）（OGS）：后起之秀，举办大量比赛，以功能强大而著称。可以设置每方四步共八步Conditional Move，即预想对手的可能的着法后设置自己的回应。
- Free Internet Correspondence Games Server （页面存档备份，存于）（FICGS）：还包括国际象棋和撲克。
- Little Golem （页面存档备份，存于）：最大的非即时棋类網站，还包括国际象棋、黑白棋、五子棋、四子棋、六貫棋、連六棋（Connect6）、點格棋、火山棋、通橋棋、截阻棋、突圍棋、集結棋、三寶棋、街上足球（英语：Street football）和数字方块等。
- 非即时对弈 中国围棋网[永久]：中文界面。
- Facebook支持编程，Facebook围棋程序列表 （页面存档备份，存于）
- 弈客

## 相關連結
- CGOS
- IGS
- KGS

## 外部連結
- Sensei's Library: Go Servers （页面存档备份，存于）
- LGS傳奇網路圍棋 （页面存档备份，存于）
- 台灣棋院 （页面存档备份，存于）
- Pandanet